# Gonatocerus americanus
Gonatocerus americanus är en stekelart som beskrevs av Charles Thomas Brues 1907. Gonatocerus americanus ingår i släktet Gonatocerus och familjen dvärgsteklar. Inga underarter finns listade i Catalogue of Life.